# Louis Lymburner
Louis Lymburner, originaire de St-Jean D'Iberville, est un  auteur Lanaudois québécois jeunesse  édité par l'Édition Michel Quintin et l'Écrivain de l'Est. Il a fait ses débuts dans le monde littéraire en 2005 à la suite d'un défi lancé par son fils. 
Son premier roman, Le Monde Parallèle, a rapporté le prix Great Books 2007 et il a été nommé au prix Aurora 2006. En août 2008, la série Will Ghundee paraît en Europe.
En 2012, Louis Lymburner publiait le premier tome de sa nouvelle série Obnübilus "Le trésor du pharaon" aux éditions Hurtubise. En 2013, la série Youbba a été sélectionnée pour faire partie du programme DIRE (volet français), programme luttant contre l'intimidation. En 2015, Louis Lymburner ouvre sa propre maison d'éditions L'Écrivain De L'Est

## Œuvres

### La sérieWill Ghündee
- 2005 : Tome :1. Le Monde Parallèle  (ISBN 2-89435-300-6)Gagnant du prix Great BookNommé au prix Aurora 2006
- 2006 : Tome: 2. Le Passage Intemporel  (ISBN 2-89435-314-6)
- 2007 : Tome:3.  L'Antre des Maltites  (ISBN 978-2-89435-351-6)
- 2008 : Tome:4.  Le Continent Oublié  (ISBN 978-2-89435-372-1)
- 2009 : Tome: 5.  La Chute du Souverain  (ISBN 978-2-89435-438-4)
- 2010 : Tome: 6.  L'Éveil du guerrier  (ISBN 978-2-89435-478-0)
- 2010 :  Hors-série. L'Univers fabuleux de Will Ghündee  (ISBN 978-2-89435-484-1)
- 2015 : Tome:7. L'Invasion  (ISBN 978-2-924561-00-3)

### La sérieYoubba
Série sélectionnée par le programme DIRE (volet français), programme contre l'intimidation 
- 2011 : Victoire sur le terrain -  YOUBBA  (ISBN 978-2-89435-534-3)
- 2011 : Courageux Jérémie -  YOUBBA  (ISBN 978-2-89435-533-6)
- 2012 : Le Rêve de Justin -  YOUBBA  (ISBN 978-2-89435-538-1)
- 2012 : Le Trésor de Camille -  YOUBBA  (ISBN 978-2-89435-535-0)

### La sérieObnübilus
- 2012 : Le Trésor du Pharaon -  Obnübilus  (ISBN 978-2-89647-966-5)Sélection communication 2013-2014 Communication JeunesseEn nomination pour le prix Hackmatack 2013-2014 - catégorie roman français
- 2013 : L'Île fantôme -  Obnübilus  (ISBN 978-2-89723-144-6)
- Sélection 2013-2014 Communication jeunesse
- 2013 : L'Ultime Voyage -  Obnübilus  (ISBN 978-2-89723-203-0)

### La sérieLison la Fée des livres
- 2015 : Le Défi de Maxime -  Lison la Fée des Livres  (ISBN 978-2-924561-01-0)

### La sérieHunter Jones
- 2016: Hunter Jones "Le trésor des Seigneurs de Méliakin  (ISBN 9782924561027)En nomination pour le prix Hackmatack 2017-2018 - catégorie roman français 2017-2018
- 2017: Hunter Jones "Mystère au camp 13"  (ISBN 9782924561034)
- 2018: Hunter Jones "Complot au Musée"    (ISBN 978292456104-1)

## Prix et distinctions
- Prix Great Books 2007 pour Le Monde parallèle.
- Médaille du jubilé de diamant d’Élisabeth II.
- Médaille de l'Assemblée nationale 2013.